# 10526 Ginkogino
10526 Ginkogino este un asteroid din centura principală, descoperit pe 19 octombrie 1990, de Tsutomu Hioki și Shuji Hayakawa.